# Hot Chicken Flavor Ramen
Hot Chicken Flavor Ramen (kor.: 불닭볶음면 buldak-bokkeum-myeon), auch bekannt als Fire Noodles (deutsch: Feuernudeln), sind Instantnudeln mit Hühnchengeschmack. Buldak ist ein südkoreanisches Hühnchengericht. Bul (kor. 불) bedeutet auf Koreanisch Feuer und dak (kor. 닭) bedeutet Huhn.

## Geschichte

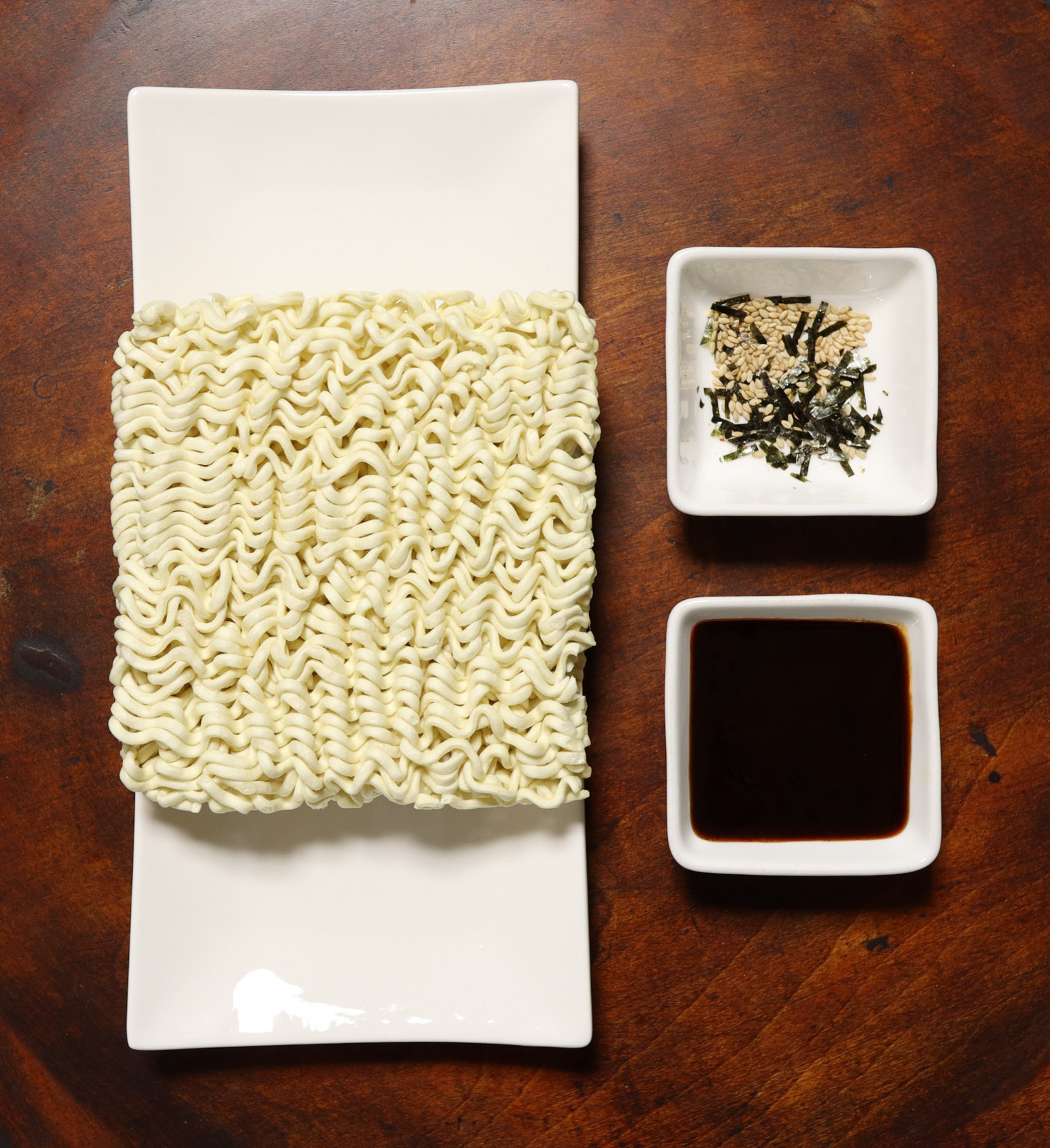
Bestandteile der Hot Chicken Flavor Ramen, bestehend aus Instantnudeln, scharfer Sauce und der Tütenbeilage aus geröstetem Sesam und Purpurtang

Samyang Food, der Hersteller der Hot Chicken Flavor Ramen und das erste Instant-Ramen-Unternehmen in Südkorea, musste 1997 Insolvenz anmelden. Im darauffolgenden Jahrzehnt musste Samyang seine Schulden bei der Bank, die die Aktien des Unternehmens als Sicherheit hielt, zurückzahlen. Die Hot Chicken Flavor Ramen wurden im April 2012 auf den Markt gebracht und waren zunächst kein großer Erfolg. Die Hot Chicken Flavor Ramen gehören zur Kategorie der „stir-fried“ Ramen, also der gebratenen Ramen, bei denen die Nudeln nach dem Kochen abgegossen und dann mit einer Sauce vermengt werden. Eine Packung besteht aus getrockneten Weizennudeln, einem Beutel flüssiger Sauce und einer Tütenbeilage (gerösteter Sesam und Purpurtang). Die Nudeln selbst werden – typisch für Instant-Ramen – aus Weizenmehl unter Zugabe von Kartoffelstärke und Salz hergestellt und in Palmöl vorfrittiert. Die scharfe Sauce enthält u. a. Chiliextrakt (Capsaicin als Schärfelieferant), künstliches Hühnchenaroma, Sojasauce, Knoblauch, Zwiebelpulver, Zucker und verschiedene Gewürze. Mit 4.044 Scoville-Einheiten gehören die Instant-Ramen zu den schärfsten der Welt.
Im Februar 2014 forderte der YouTuber 영국남자 Korean Englishman seine Freunde in der „Fire Noodle Challenge“ auf, die Nudeln zu essen und zeigte ein Video mit den Reaktionen seiner Freunde beim Verzehr der Nudeln. Daraufhin entwickelte sich die Challenge zu einem viralen Internet-Phänomen. Auf YouTube finden sich über eine Million Selbstversuche. In den Jahren danach erhielten die Nudeln und Rezepte mit den Nudeln immer wieder größere mediale Aufmerksamkeit. Ein Video aus dem Juli 2019, in dem der US-amerikanische Wettesser Matt Stonie 15 Packungen isst, wurde über 149 Millionen Mal angesehen. Seit 2014 erhielten die Nudeln von Samyang Food verschiedene Halal-Zertifizierungen, wie die der Korean Muslim Federation oder der Majelis Ulama Indonesia, um insbesondere auch muslimische Märkte in Südostasien bedienen zu können. In Malaysia stiegen die Verkaufszahlen nach der Zertifizierung um das Fünffache an. Ab 2016 begann Samyang Food verschiedene Varianten der Nudeln mit unterschiedlichen Geschmacksrichtungen, die bestehenden Gerichten und Zutaten wie Carbonara, Jjajangmyeon, Kimchi oder Tom Yam ähneln, und variierenden Schärfegraden auf den Markt zu bringen. Danach wurde das Produkt weiter diversifiziert und es kamen weitere Buldak Produkte, wie Chilisaucen, Kartoffelchips, gebratenen Reis oder Tteokbokki auf den Markt. In Thailand, Singapur und Malaysia gab es zudem Kollaborationen mit der Schnellrestaurant-Kette Kentucky Fried Chicken.
Insbesondere durch den Erfolg der Buldak-Nudeln konnte Samyang Food seinen Umsatz von 224 Millionen US-Dollar im Jahr 2015 auf 893 Millionen US-Dollar im Jahr 2023 steigern und der Aktienkurs verzehnfachte sich in diesem Zeitraum. 2024 konnte Samyang Foods seinen Konkurrenten Nongshim in der Marktkapitalisierung überholen. Nach eigenen Angaben vom Juli 2023 wurden kumuliert mehr als 5 Milliarden Hot Chicken Flavor Ramen verkauft. Samyang Food exportiert das Produkt in über 100 Länder. Walmart gab 2024 an, dass die Nudeln zu den umsatzstärksten Premium Ramen Nudeln gehören. Die Buldak-Nudeln sind für mehr als die Hälfte der gesamten koreanischen Instantnudel-Exporte verantwortlich.
Für die Vermarktung der Produkte erfand das Unternehmen die Maskottchen „Hochi“, „Neng“ und „Mozzi“ im Comic-Stil, die auch auf den Verpackungen der Produkte abgebildet sind. Die südkoreanische K-Pop Boygroup BTS trug durch den Verzehr in Livestreams ebenfalls dazu bei, die Sichtbarkeit der Marke zu erhöhen.

## Kontroverse um Verbot
Im Juni 2024 wurden in Dänemark die Nudeln und die Varianten 2x Spicy und 3x Spicy verboten. Die entsprechenden Analysen zum Capsaicingehalt in allen drei Chilisaucen und in einem Fall auch zum Dihydrocapsaicingehalt sowie die Risikobewertung, bei der mehrfach auf das Bundesinstitut für Risikobewertung verwiesen wurde, wurden in englischer und dänischer Sprache veröffentlicht. Samyang erklärte daraufhin, die dänische Lebensmittelbehörde habe die Produkte nicht wegen eines Qualitätsproblems zurückgerufen, sondern weil diese zu scharf seien und es sei das erste Mal, dass ihre Produkte aus diesem Grund zurückgerufen würden. Auch das Bundesland Hessen kündigte an entsprechende Maßnahmen zu prüfen. Im Juli gab die dänische Veterinär- und Lebensmittelbehörde Fødevarestyrelsen bekannt, dass sie lediglich die Variante 3x Spicy für gesundheitsschädlich halte, da der Capsaicingehalt so hoch sei, dass das DTU Fødevareinstituttet die Gefahr sieht, dass Verbraucher beim Verzehr eine akute Vergiftung entwickeln könnten.

## Varianten
Seit 2016 gibt es verschiedene Varianten von buldak-bokkeum-myeon.
| Englischer Name                         | Romanisierung                        | Gewicht (g) | Energie (kcal) | SHU       | Haltbarkeit (Monate) | Veröffentlichungsdatum |
| --------------------------------------- | ------------------------------------ | ----------- | -------------- | --------- | -------------------- | ---------------------- |
| Hot Chicken Flavor Ramen                | Buldak-bokkeum-myeon                 | 140         | 530            | 4.404     | 6                    | April 2012             |
| Hot Chicken Flavor Ramen 2x Spicy       | Haek-buldak-bokkeum-myeon            | 140         | 545            | 8.808     | 6                    | Januar 2016            |
| Hot Chicken Flavor Ramen 3x Spicy       | Haek-buldak-bokkeum-myeon            | 140         | 545            | 13.200    | 6                    | Unbekannt              |
| Hot Chicken Flavor Ramen Cheese         | Chijeu-buldak-bokkeum-myeon          | 140         | 550            | 2.323     | 6                    | März 2016              |
| Hot Chicken Flavor Ramen Ice            | Kul-buldak-bokkeum-myeon             | 135         | 600            | 4.404     | 6                    | August 2016            |
| Hot Chicken Flavor Ramen Stew           | Tang-buldak-bokkeum-myeon            | 145         | 540            | 4.705     | 6                    | August 2016            |
| Hot Chicken Flavor Ramen Curry          | Keori-buldak-bokkeum-myeon           | 140         | 555            | 3.810     | 6                    | Dezember 2016          |
| Hot Chicken Flavor Ramen Mala           | Mara-buldak-bokkeum-myeon            | 135         | 520            | 2.700     | 6                    | Oktober 2017           |
| Hot Chicken Flavor Ramen Carbonara      | Carbonara-buldak-bokkeum-myeon       | 130         | 550            | 2.600     | 6                    | Dezember 2017          |
| Hot Chicken Flavor Ramen Jjajang        | Jjajang-buldak-bokkeum-myeon         | 140         | 560            | 1.920     | 6                    | März 2018              |
| Hot Chicken Flavor Ramen 2x Spicy Mini  | Haek-buldak-bokkeum-myeon-mini       | 93          | 353            | 12.000    | 4                    | Dezember 2018          |
| Hot Chicken Flavor Cream Carbonara      | Cream Carbonara-buldak-bokkeum-myeon | 130         | 550            | 2.000     | 6                    | Juni 2019              |
| Hot Chicken Flavor Ramen Quattro Cheese | Quattro Cheese-bludak-bokkeum-myeon  | 140         | 550            | 2.700     | 6                    | Januar 2022            |
| Hot Chicken Flavor Ramen Kimchi         | Kimchi-buldak-bokkeum-myeon          | 135         | 520            | 4.000     | 12                   | Februar 2020           |
| Hot Chicken Flavor Ramen Habanero Lime  | Habanero Lime-buldak-bokkeum-myeon   | 135         | 560            | 2.629     | 6                    | August 2021            |
| Hot Chicken Flavor Ramen Basil Cream    | Basil Cream-buldak-bokkeum-myeon     | 135         | 550            | Unbekannt | 6                    | April 2021             |
| Hot Chicken Flavor Jalapeño Cheese      | Jalapeño Cheese-buldak-bokkeum-myeon | 140         | 560            | Unbekannt | 6                    | Oktober 2021           |
| Hot Chicken Flavor Light version        | Light Version-bulak-bokkeum-myeon    | 110         | 375            | 2.600     | 6                    | Unbekannt              |
| Hot Chicken Flavor Black Bean           | Black Bean-buldak-bokkeum-myeon      | 140         | 560            | 1.920     | 6                    | Unbekannt              |
| Hot Chicken Flavor Corn                 | Corn-buldak-bokkeum-myeon            | 135         | 550            | Unbekannt | 6                    | Unbekannt              |
| Hot Chicken Flavor Tom Yum              | Tom Yum-buldak-bokkeum-myeon         | 140         | 555            | Unbekannt | 6                    | Unbekannt              |